# Central (Malawi)
Central is een van de drie regio's van Malawi en omvat het centrale gedeelte van het land. De regio heeft een oppervlakte van bijna 35.600 vierkante kilometer en telde anno 2003 zo'n 4,8 miljoen inwoners. De hoofdstad van Central is Lilongwe. Dit is tevens de hoofdstad van Malawi.

## Grenzen
De regio Central ligt aan de zuidwestkant van het Malawimeer.

Aan de overzijde, ten oosten, ligt de provincie Niassa van buurland Mozambique.

Ten westen grenst Central aan twee buurlanden:
- De provincie Eastern van Zambia in het noordwesten.
- De provincie Tete van Mozambique in het zuidwesten.

Verder grenst Central aan de twee overige regio's van Malawi:
- Northern in het noorden.
- Southern in het zuiden.

## Districten
De regio Central bestaat uit negen districten:
- Dedza
- Dowa
- Kasungu
- Lilongwe
- Mchinji

- Nkhotakota
- Ntcheu
- Ntchisi
- Salima